# Stawiguda (gemeente)
De gemeente Stawiguda is een landgemeente in het Poolse woiwodschap Ermland-Mazurië, in powiat Olsztyński.
De zetel van de gemeente is in Stawiguda.
Op 30 juni 2004 telde de gemeente 4990 inwoners.

## Oppervlakte gegevens
In 2002 bedroeg de totale oppervlakte van gemeente Stawiguda 222,52 km², waarvan:
- agrarisch gebied: 23%
- bossen: 54%

De gemeente beslaat 7,83% van de totale oppervlakte van de powiat.

## Demografie
Stand op 30 juni 2004:
| Omschrijving                   | Totaal | Totaal | Vrouwen | Vrouwen | Mannen | Mannen |
| ------------------------------ | ------ | ------ | ------- | ------- | ------ | ------ |
| eenheid                        | aantal | %      | aantal  | %       | aantal | %      |
| inwoners                       | 4990   | 100    | 2508    | 50,3    | 2482   | 49,7   |
| bevolkingsdichtheid (inw./km²) | 22,4   | 22,4   | 11,3    | 11,3    | 11,2   | 11,2   |

In 2002 bedroeg het gemiddelde inkomen per inwoner 2338,27 zł.

## Administratieve plaatsen (sołectwo)
Bartąg, Dorotowo, Gągławki, Gryźliny, Jaroty, Majdy, Miodówko, Pluski, Ruś, Stawiguda, Tomaszkowo, Wymój.

## Overige plaatsen
Bartążek, Binduga, Ćwikielnia, Grada, Kieruj, Kręsk, Muchorowo, Owczarnia, Rybaki, Stary Dwór, Zarośle, Zazdrość, Zezuj, Zielonowo, Zofijówka.

## Aangrenzende gemeenten
Gietrzwałd, Olsztyn, Olsztynek, Purda